# Chiesa di San Venceslao (Rovensko pod Troskami)
La chiesa di San Venceslao (in ceco Kostel svatého Václava) è il luogo di culto cattolico che si trova a Rovensko pod Troskami, comune del Distretto di Semily, nella Regione di Liberec, Repubblica Ceca. Si tratta di una Chiesa parrocchiale appartenente alla diocesi di Litoměřice, suffraganea dell'arcidiocesi di Praga che risale al XIV secolo ed è considerata monumento culturale nazionale.

## Storia

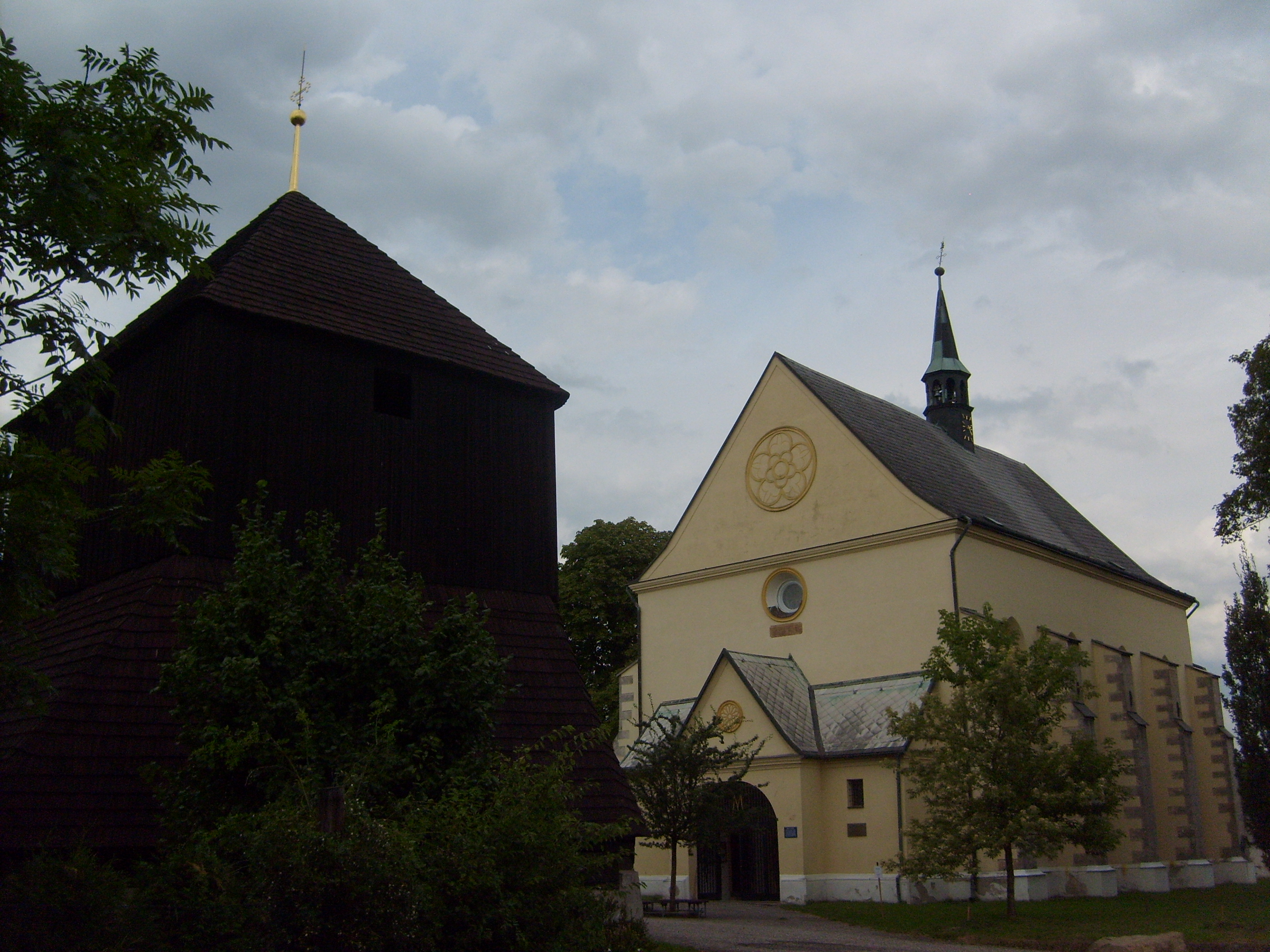
Chiesa con la vicina torre campanaria

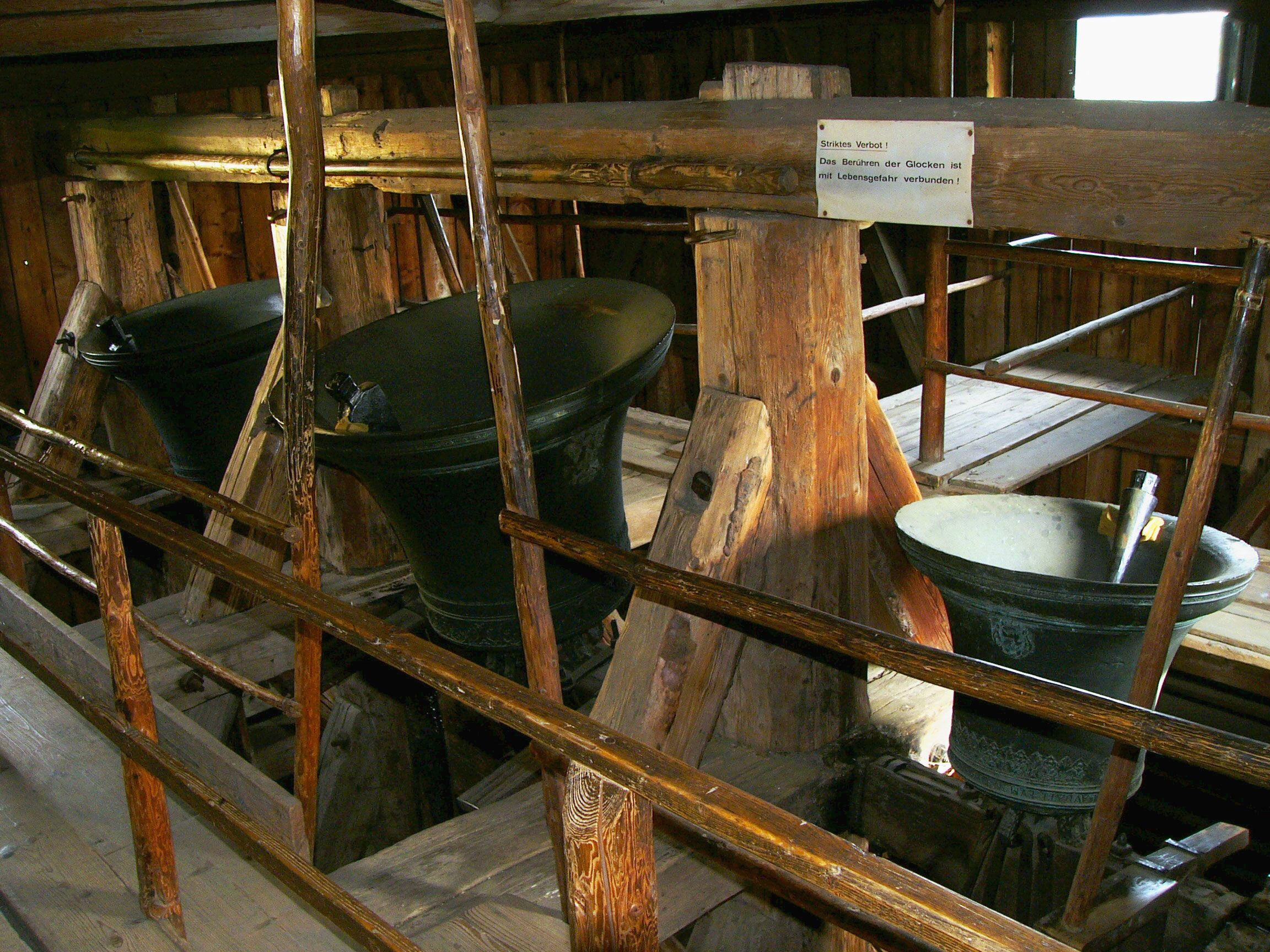
Particolare della caratteristica disposizione rovesciata delle campane nella cella del campanile

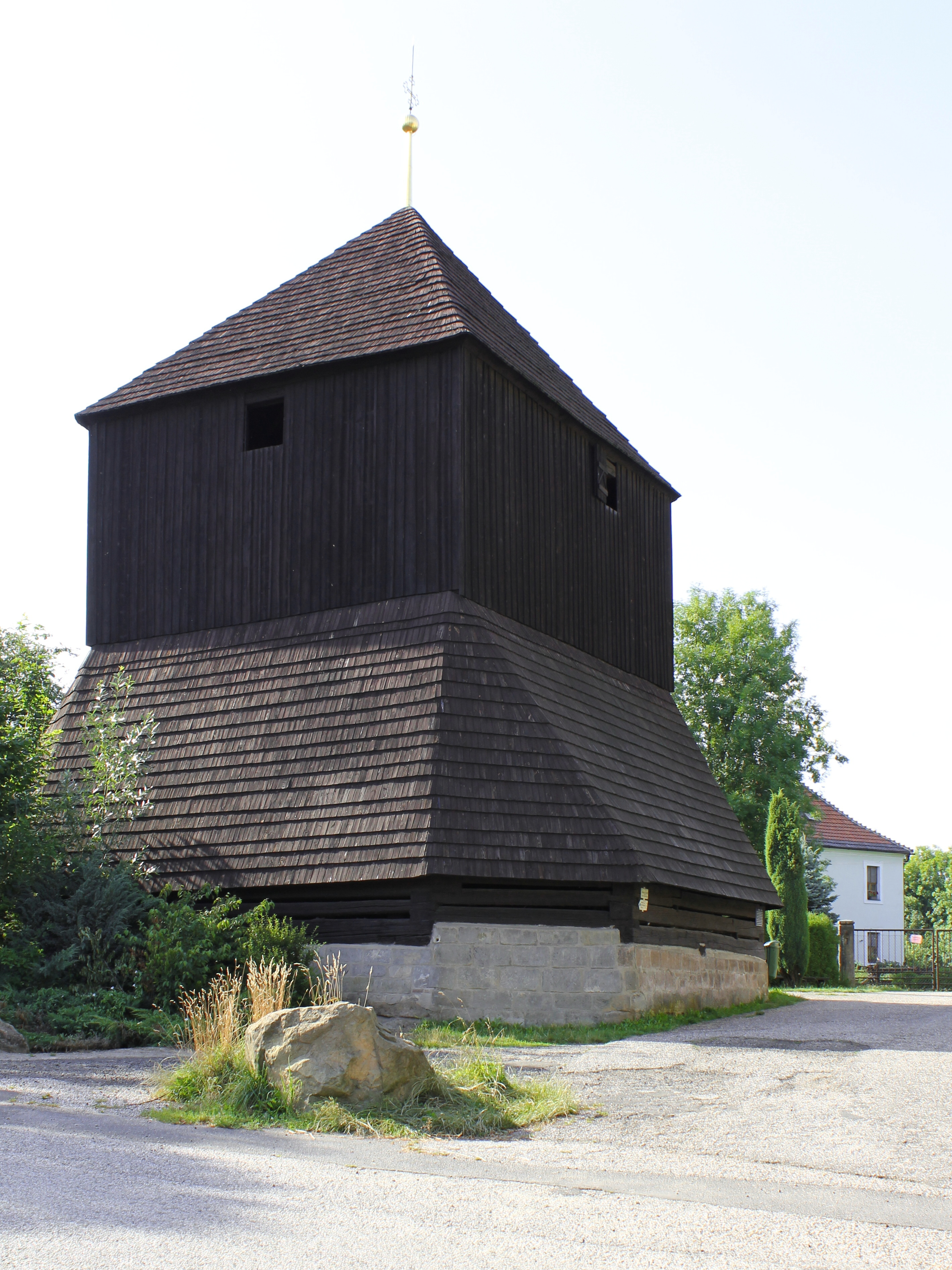
Torre campanaria

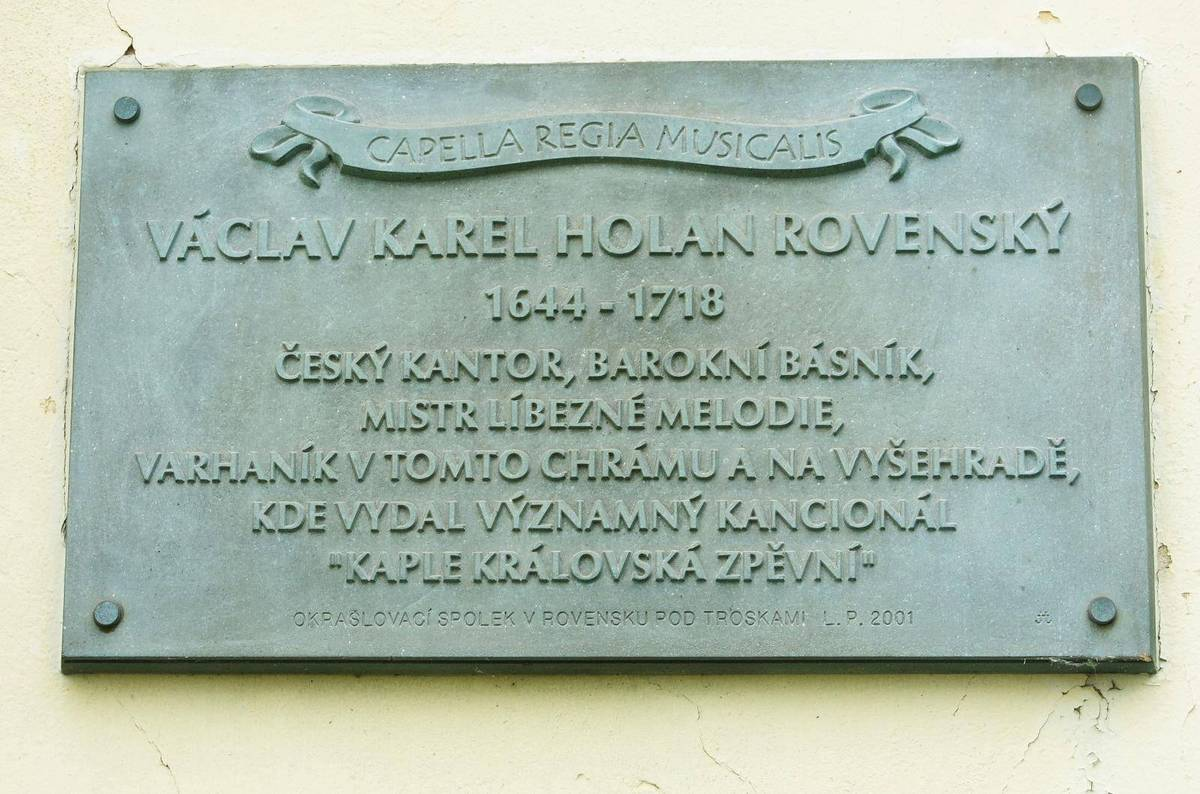
Targa commemorativa del compositore e organista ceco Václav Karel Holan Rovenský posta all'esterno della chiesa di Rovensko pod Troskami

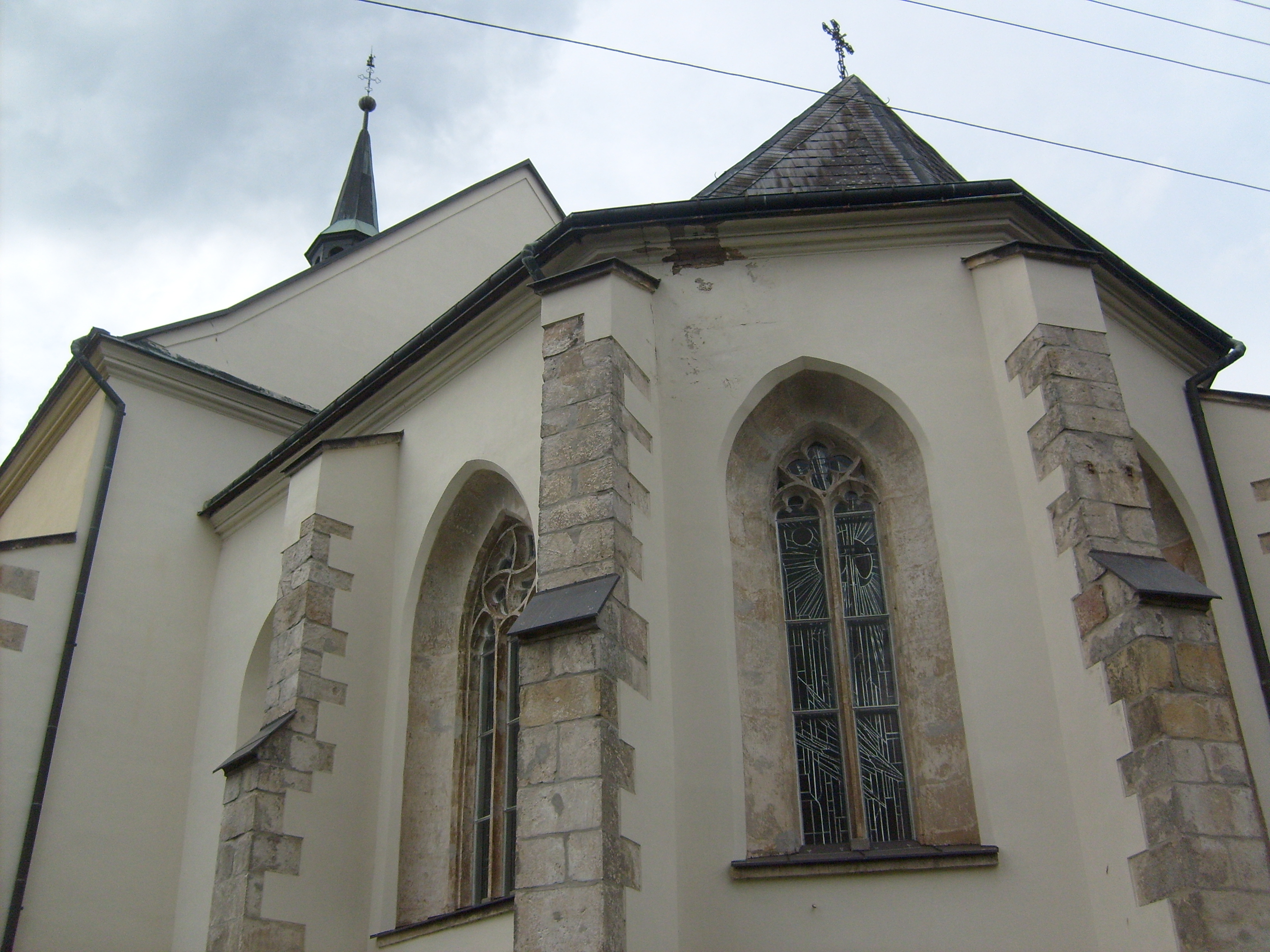
Abside tipicamente gotica

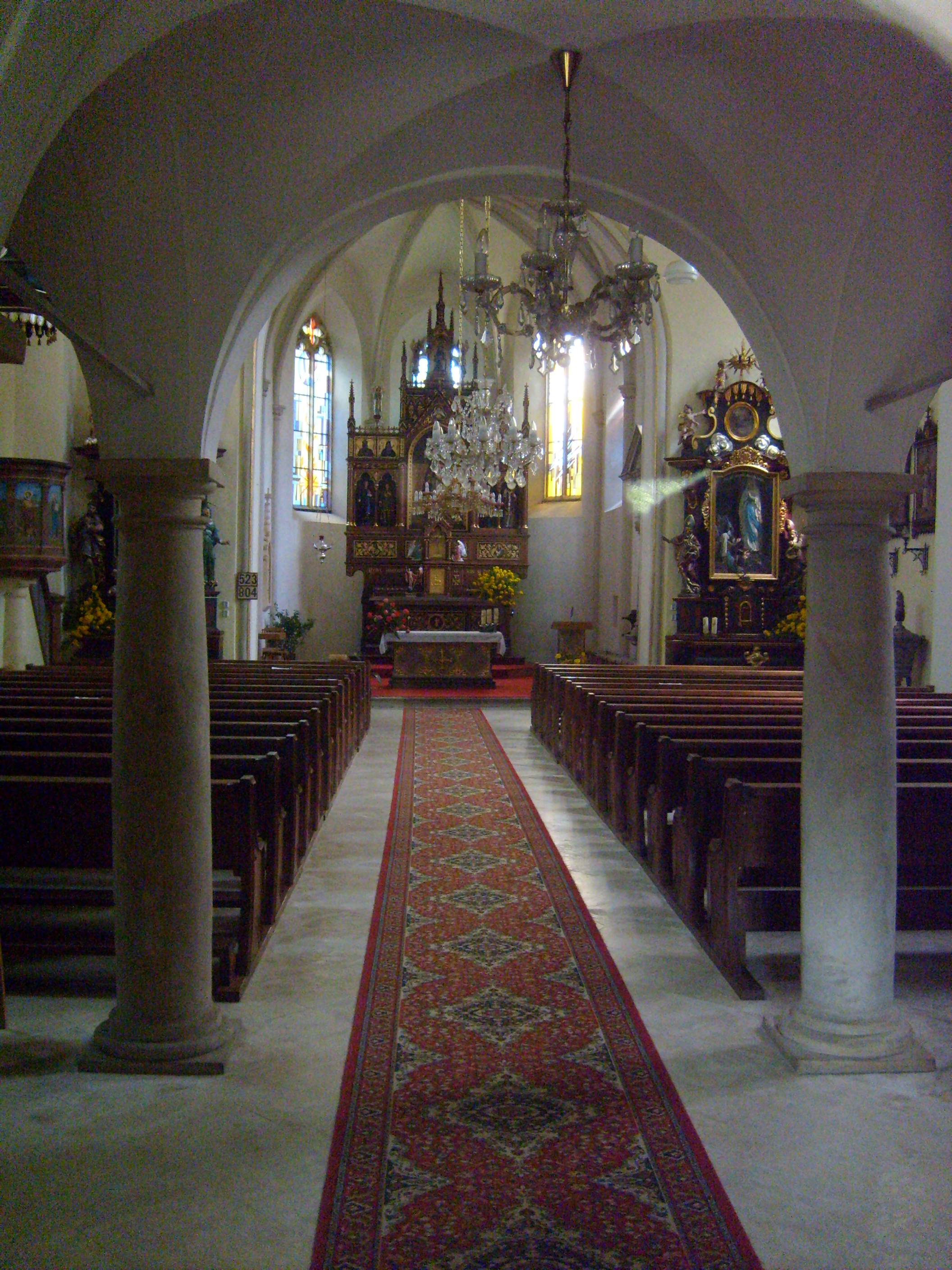
Interno della sala

In origine la città di Rovensko pod Troskami utilizzava la chiesa parrocchiale del vicino villaggio di Týn. Il nucleo originale della chiesa è rappresentato dal presbiterio gotico risalente all'epoca del re di Boemia Carlo IV, il XIV secolo. Dopo i danni subiti durante le guerre con gli Hussiti e le guerre successive la navata fu oggetto di un'importante ricostruzione nel 1563 (o nel 1573) poi nel 1724 la sala fu rinnovata con una nuova volta. A cavallo tra il XIX e il XX secolo fu oggetto di nuovi interventi di minore entità.

## Descrizione

### Esterni
La chiesa di San Venceslao si trova a nord del centro cittadino, su una collina chiamata Týn, a Rovensko pod Troskami, comune della Regione di Liberec nella Repubblica Ceca. La facciata a capanna a due spioventi è caratterizzata dal protiro che protegge il portale di accesso. Il campanile a graticcio in legno posto anteriormente all'edificio risale al 1630 conserva un trio di campane del primo barocco che solitamente sono appese capovolte, caratteristica quasi unica. Attorno alla chiesa si trova l'aera dell'ex cimitero.

### Interni
La navata interna è unica e la sala rispetta lo stile gotico in ogni sua parte. L'altare maggiore è opera dei fratelli Bušk di Husy presso Sychrov e risale al del 1900. La pala d'altare raffigurante San Venceslao di Boemia è stato dipinto da Konstantin Bušek. Ai lati ci sono quattro statue e quattro immagini dei patroni nazionali cechi e due rilievi degli apostoli slavi San Cirillo e San Metodio ai lati del tabernacolo. Nel presbiterio, sul lato del Vangelo dell'altare, si trova un grande dipinto raffigurante l'Ascensione di San Giovanni Nepomuceno, attribuito a Brandl e proveniente dall'antico altare barocco rimosso nel 1900 per far posto a quello recente. Gli altari laterali barocchi sono dedicati a Sant'Anna e a Nostra Signora di Lourdes e risalgono al 1750 circa, mentre la statua raffigurante la Madonna di Lourdes risale al 1885.
La parte più antica della sala è la lapide risalente al 1569 di Jindřich Smiřicky di Smiřice, signore di Hrubá Skála e del territorio di Rovensko pod Troskami. La lapide è realizzata in arenaria, con una lastra di marmo bianco e ricca di dettagli scultorei. Sul nastro scolpito c'è la scritta in latino "Hodie mini, cras tibi" ("oggi a me, domani a te"). Sul fregio la targa riporta la scritta "Nell'anno 1569, domenica, giorno glorioso della risurrezione di Cristo, morì il nobile signor Jindřich Smiřický di Smiřice e sulle Rocce, e qui è sepolto il suo corpo, Dio abbia pietà sulla sua anima". Ai lati dell'iscrizione sono presenti teste di angeli. Sulla lastra di marmo è raffigurato un cavaliere in armatura completa e con la spada al fianco, si inginocchia in preghiera davanti a un crocifisso, sotto il quale c'è un teschio con teschi incrociati. Accanto alla croce, sopra la testa del cavaliere a sinistra, c'è un elmo. Il piedistallo della lapide è decorato con figure semiscolpite di geni che reggono lo stemma inghirlandato della famiglia Smiřicky. Il fonte battesimale in stagno posto sotto il pulpito risale al 1575 ed è stato donato alla chiesa da Zikmund Smiřický e Eliška di Valdštejn. Vicino al pulpito è appeso un vecchio dipinto raffigurante la Vergine Maria di Klatovska risalente al 1692. Sotto il pulpito si trova la tomba del compositore e organista ceco Václav Karel Holan Rovenský, originario di Rovensko, cantore e maestro di Vyšehrad, autore di musica sacra nel periodo barocco.

### Monumento nazionale culturale della Repubblica Ceca
La tutela dei monumenti della Repubblica Ceca considera la chiesa di San Venceslao di Rovensko pod Troskami un monumento culturale nazionale tutelato col numero di catalogo 1000132135. Oggetto della tutela sono l'area del nucleo della chiesa gotica con annesso campanile in legno e canonica.